# アフマド・ナウィル
アフマド・ナウィル（Achmad Nawir 1911年 - 1995年4月）は、オランダ領東インドのサッカー選手。クラブはHBSスラバヤに所属していた。
本職は医師であり、フランスで開催された1938 FIFAワールドカップではキャプテンとして試合に出場した。この大会には予選で日本が棄権したことにより自動的に出場が決まった。しかし1回戦の相手はこの大会で準優勝国となった強豪のハンガリーで、ジェンゲッレール・ジュラ、シャーロシ・ジェルジに2得点ずつを許すなどして0-6で敗れた。